# Jaanikivi

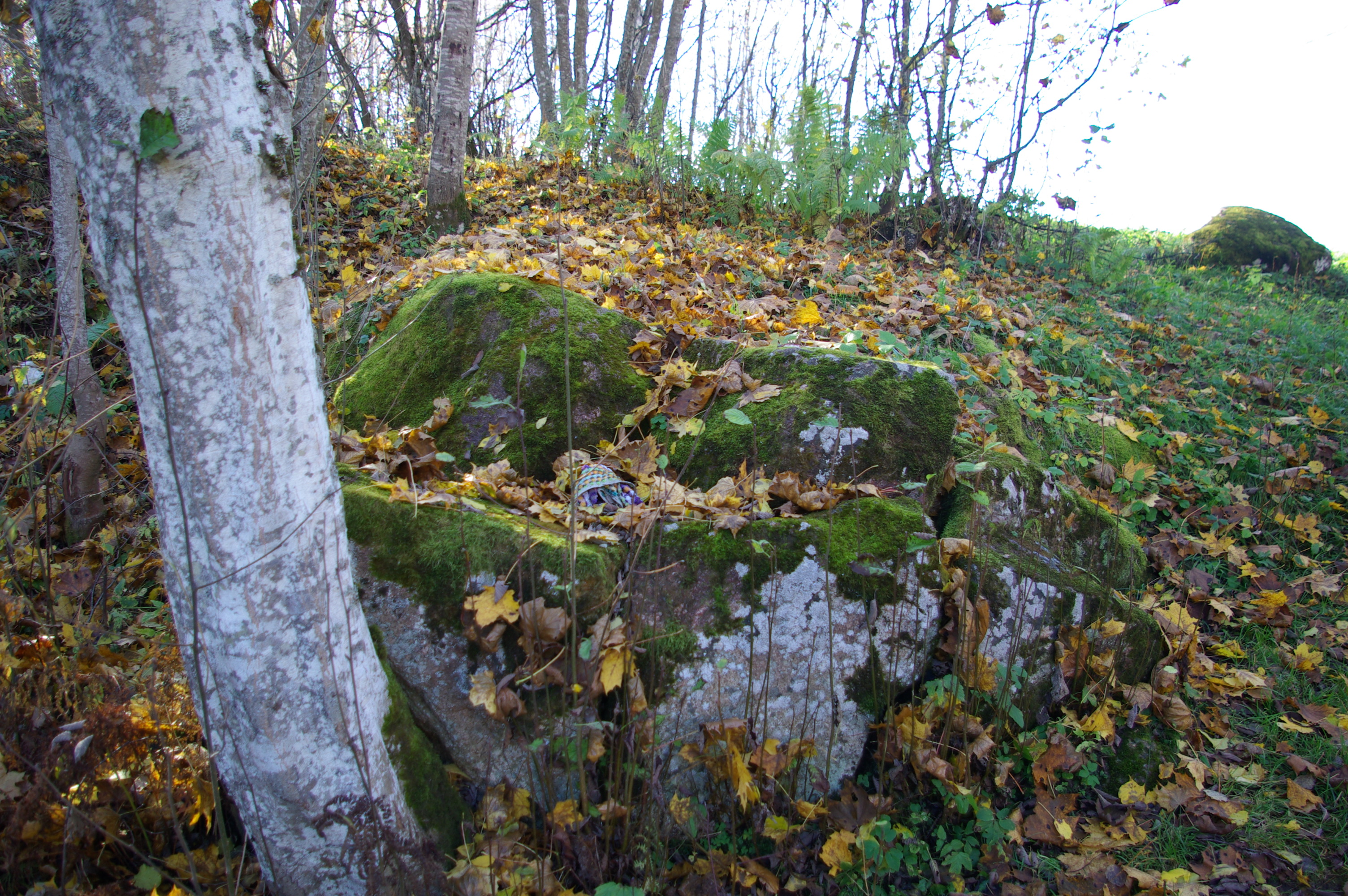
Jaanikivi hösten 2013.

Jaanikivi är en sten vid Miikse oja nära Meeksi Ristija Johannese kirik i Miikse i Meremäe i Estland. Den antas ursprungligen ha varit en hednisk offersten. Senare började stenen associeras med Johannes Döparen. Det sägs att då Johannes Döparen vandrade runt i Setomaa satte han ner sig vid stenen för att vila.